# Индустријска зона Цапула (Месина)
Индустријска зона Цапула је насеље у Италији у округу Месина, региону Сицилија.
Према процени из 2011. у насељу је живело 15 становника. Насеље се налази на надморској висини од 11 м.